# Matador Records

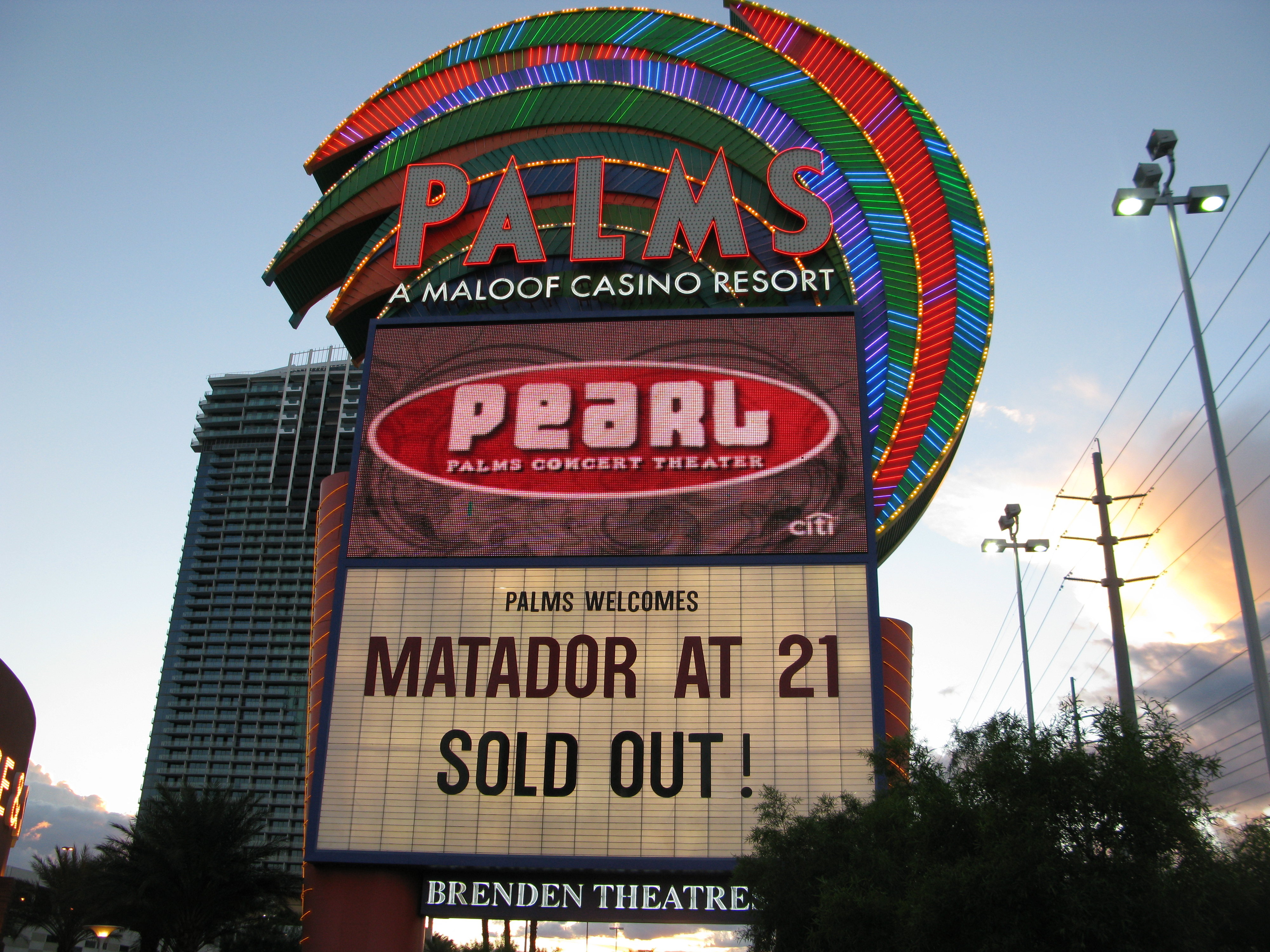
Het evenement ter viering van de 21e verjaardag van Matador Records in het Palms Casino Resort in Las Vegas was uitverkocht.

Matador Records is een Amerikaans platenlabel dat artiesten en bands, vaak uit het indierockgenre, onder contract heeft. Austin Powell van The Austin Chronicle omschreef het label als "one of the most influential indie labels of the past two decades".
Chris Lombardi stichtte Matador in 1989 vanuit zijn appartement in New York. Een jaar later werd hij vergezeld door voormalig Homestead Records-manager Gerard Cosloy. In 1994 ging het label een samenwerkingsverband aan met Atlantic Records, dat een paar jaar heeft geduurd. Capitol Records kocht in 1996 een belang van 49%. Lombardi en Cosloy kochten de aandelen terug in 1999. Vanaf 2002 is Beggars Group mede-eigenaar. Matador is gevestigd in New York en Londen.
In 2004 had Matador een conflict met de Recording Industry Association of America. De RIAA plaatste het label op haar ledenlijst terwijl Matador nooit lid is geweest van de RIAA. Na herhaaldelijke verzoeken door Matador werd het label van de ledenlijst geschrapt.
Van 1 tot 3 oktober 2010 vierde Matador haar 21e verjaardag in het Palms Casino Resort in Las Vegas. Er traden veel artiesten op die Matador (ooit) onder contract had waaronder Yo La Tengo, Belle & Sebastian, The Jon Spencer Blues Explosion, Pavement, Girls en Perfume Genius.